# ネイビーFC
ネイビー・フットボールクラブ（タイ語: สโมสรฟุตบอลราชนาวี, 英語: Navy Football Club）は、タイ王国のチョンブリー県をホームタウンとするサッカークラブ。サポーターの間ではRajnavyとして知られている。

## 歴史
ネイビーはタイ王国で最も古いサッカークラブである。1956年（仏滅紀元2499年）1月10日、ネイビーFCは海軍のサッカークラブ「ロイヤル・タイ・ネイビーFC」として創設された。ただし、1956年以前にもサッカーチームは存在しており、1915年（2458年）と1923年（2466年）、1924年（2467年）にロイヤルゴールドカップ優勝を果たしている。
1990年、オーソットサパー・サラブリーFCとの合同チーム「バンコク」としてリーグカップ優勝を果たした。
2006年、クイーンズカップ決勝でクルン・タイ・バンクFCに1-0で勝利し、優勝した。
2009年、ロイヤル・タイ・ネイビーFCからネイビー・ラヨーンFCに改称した。
2010年、タイFAカップで過去最高のベスト4に進出したが、準決勝でムアントン・ユナイテッドに0-1で敗れた
2011年、サイアム・ネイビーFCに改称した。
2013年、ネイビーFCに改称した。

## タイトル
- タイ・リーグカップ 優勝 (1) : 1990
- クイーンズカップ 優勝 (1) : 2006
- Khor Royal Cup 優勝 (1) : 1989
- Ngor Royal Cup 優勝 (1) : 1974

## 過去の成績
| シーズン | ディビジョン    | 順位 | FAカップ |
| 1996-97  | プレミア        | 9位  |          |
| 1997     | プレミア        | 12位 |          |
| 1998     | ディヴィジョン1 |      |          |
| 1999     | ディヴィジョン1 | 2位  |          |
| 2000     | プレミア        | 6位  |          |
| 2001-02  | プレミア        | 10位 |          |
| 2002-03  | ディヴィジョン1 | 2位  |          |
| 2003-04  | プレミア        | 7位  |          |
| 2004-05  | プレミア        | 10位 |          |
| 2006     | ディヴィジョン1 | 2位  |          |

| シーズン | ディビジョン    | 順位 | FAカップ |
| -------- | --------------- | ---- | -------- |
| 2007     | プレミア        | 15位 |          |
| 2008     | ディヴィジョン1 | 3位  |          |
| 2009     | プレミア        | 12位 | 3回戦    |
| 2010     | プレミア        | 10位 | 準決勝   |
| 2011     | プレミア        | 16位 | 3回戦    |
| 2012     | ディヴィジョン1 | 7位  | 2回戦    |
| 2013     | ディヴィジョン1 | 10位 | 3回戦    |
| 2014     | ディヴィジョン1 | 3位  | 3回戦    |
| 2015     | プレミア        |      |          |

## 歴代所属選手
- 小島聖矢 2013
- 小野雄平 2014
- ディビッドソン純マーカス 2015
- ヘオルギー・ウェルコメ 2015
- 大久保剛志 2020、2021-2022
- 坂井達弥 2021-2022
- 馬場悠企 2021-2022